# Udo Wegner
Udo Hugo Helmuth Wegner (* 4. Juni 1902 in Berlin; † 25. Juni 1989 in Heidelberg) war ein deutscher Mathematiker und Hochschullehrer.

## Ausbildung
Geboren als Sohn des Kaufmanns Hugo Wegner († 1924) und Luise Cliemé, legte er am 1. März 1921 sein Abitur ab und begann anschließend ein Mathematikstudium an der Universität zu Berlin. Am 12. Oktober 1928 wurde er dort mit seiner Dissertation „Über die ganzzahligen Polynome, die für unendlich viele Primzahlmoduln Permutationen liefern“ zum Doktor der Philosophie (Dr. phil.) promoviert. Seine Betreuer waren Issai Schur (1875–1941) und Ludwig Bieberbach (1886–1982).

## Tätigkeit als Professor
Im Jahr 1929 habilitierte er sich an der Uni Göttingen und wurde 1931 ordentlicher Professor an der TH Darmstadt. Ab 1937 war er ordentlicher Professor an der Uni Heidelberg und behielt zugleich seinen Lehrauftrag in Darmstadt. Einer seiner Doktoranden dort war 1938 Otto Buggisch (1910–1991), der kurz darauf, während des Zweiten Weltkriegs, als Kryptoanalytiker in der Chiffrierabteilung des Oberkommandos der Wehrmacht (OKW/Chi) arbeitete.

## Wegner und der Nationalsozialismus
Wegner trat bereits 1933 in die SA ein. Als 1936 der Lehrstuhl des von den Nazis wegen seiner jüdischen Abstammung entlassenen Mathematikers Arthur Rosenthal neu ausgeschrieben wurde, erhielt Wegner den Ruf. Es wird gesagt, dass der für die Berufung Wegners zuständige badische Kultusminister an der Ernennung Wegners besonders interessiert war, sicher wegen seiner politischen Einstellung. 1937 veröffentlichte Wegner einen Artikel im Band 2 der Deutschen Mathematik, in dem er die Ideen von Ludwig Bieberbach über Rasse und Mathematik unterstützte. Im Januar 1941 wurde er Dekan der Naturwissenschaftlich-Mathematischen Fakultät und kurz danach Prorektor der Universität Heidelberg. Beide Positionen behielt er bis Kriegsende. Er versuchte erfolglos, in Heidelberg ein aeronautisches Forschungsinstitut zu etablieren.

## Verhaftung und Internierung nach dem Krieg
Nach der am 31. März 1945 erfolgten Schließung der Universität Heidelberg wurde Wegner am 4. April 1945 verhaftet und interniert. Im Mai 1945 wurde er krankheitsbedingt aus der Haft entlassen und stand unter Hausarrest. Am 19. November 1945 wurde er durch die amerikanische Militärregierung aus seinem Amt entlassen. Sein Antrag auf „Wiederverwendung“ wird von der Fakultät und der Universität „nicht erwogen“. Seine seit 1941 bestehende Mitgliedschaft in der Heidelberger Akademie der Wissenschaften wurde 1953 beendet.

## Nachkriegstätigkeit
Nach dem Krieg ging Wegner zu ONERA, einem französischen öffentlichen Forschungsinstitut für Luft- und Raumfahrt, in der Nähe von Paris. Von 1949 bis 1956 arbeitete er als Gymnasiallehrer. Im Jahr 1951 erhielt er einen Lehrauftrag von der TH Darmstadt und 1952 von der TH Karlsruhe. Erst 1956 erhielt er eine ordentliche Professur für Technische Mechanik an der Uni Saarbrücken. 1965/66 war er Gastprofessor an der RWTH Aachen, 1966 wurde er ordentlicher Professor und Direktor des Instituts für Mechanik an der Uni Stuttgart. Dort wurde er 1970 emeritiert und kehrte zurück nach Heidelberg.
1964 wurde er von der TH Karlsruhe zum Ehrendoktor ernannt. Die Universität Stuttgart widmete ihm 1972 eine Festschrift.

## Familiäres
Wegner starb 1989 im Alter von 87 Jahren und hinterließ seine Ehefrau Käte geb. Müller (1905–2003), mit der er seit 1930 verheiratet war, und zwei Töchter.